# روسانو براسی
روسانو براسی (ایتالیایی: Rossano Brasi؛ زادهٔ ۳ ژوئن ۱۹۷۲) دوچرخه‌سوار اهل ایتالیا است. وی در بازی‌های المپیک تابستانی ۱۹۹۲ شرکت کرده است.